# Eugène Crosti
Eugène Crosti (París, 31 d'octubre de 1833 - 1908) fou un baríton i professor de cant parisenc.
Es presentà al públic per primera vegada a l'Opéra-Comique cantant la Gioconda, i després d'haver creat els protagonistes d'algunes òperes aplaudides, el 1876 fou nomenat professor de cant del Conservatori de París on entre altres alumnes va tenir el matrimoni Escalais-Lureau.
Va escriure:
- Abrégé de l'art du chant (1878);
- Six Nocalisco-exercices (1878);
- La voix des enfants (1880);
- Première annés de chant (1894);
- Précis de prononciation (1896).